# Sarah Peirse
Sarah Peirse är en nyzeeländsk skådespelare.
Peirse har bland annat medverkat i TV-serierna Sweet Tooth från 2021 och Love Me (2021-2023). Hon har även medverkat i filmen Hobbit: Femhäraslaget från 2014.

## Filmografi (i urval)
- 2014: Hobbit: Femhäraslaget
- 2021: Sweet Tooth
- 2021-2023: Love Me